# Songo Mnara
Songo Mnara è un sito archeologico della parte settentrionale dell'isola di Songo, in Tanzania. Contiene numerose rovine che, insieme a quelle di Kilwa Kisiwani, sono state dichiarate patrimonio dell'umanità dell'UNESCO.

## Descrizione
Le rovine presenti sull'isola sono quelle del porto ammirato dai primi esploratori che arrivarono in questo angolo di mondo. Tra il XIII ed il XVI secolo i mercanti dell'isola commerciarono oro, argento, perle, stoffe persiane e porcellane cinesi della Dinastia Song. La maggior parte dei traffici svolti nell'Oceano Indiano vedeva coinvolta l'isola.
Le rovine sono composte da cinque moschee e da una serie di edifici a scopo residenziale. Uno di questi è stato definito "il palazzo" a causa delle dimensioni, anche se ne resta ben poco. Il tutto era cintato da mura di modesta fattura.
Le rovine di Kilwa Kisiwani e di Songo Mnara sono considerate fondamentali per la comprensione della cultura swahili, dell'islamizzazione della costa orientale dell'Africa e per lo studio del commercio medievale di questa zona.
Nonostante fin dal 1981 fossero stati accennati i rischi di conservazione di questi siti, sono stati inseriti tra i patrimoni dell'umanità in pericolo solo nel 2004. Per risolvere questi problemi è stato attutato un serio programma di conservazione a cui stanno partecipando anche i governi francese e giapponese.